# Cartas Fluminenses
Cartas Fluminenses foram duas crônicas, em forma de cartas para entidades alegóricas, a Opinião Pública e a Hetaira, que o escritor Machado de Assis, sob o pseudônimo de Job (criado em 1865 para assinar contos destinados ao Jornal das Famílias) publicou no jornal Diário do Rio de Janeiro de 5 e 12 de março de 1867. Em 1861-2 já havia colaborado para esse jornal com os Comentários da Semana e em 1864-5 com a seção de crônicas Ao Acaso. Machado acompanhava a moda da ocasião, iniciada por José de Alencar com as Cartas de Erasmo. 
As crônicas foram publicadas pela primeira vez em livro no 2o Volume de Crônicas das Obras Completas de Machado de Assis da Editora W. M. Jackson. O termo "fluminense", também usado no livro "Contos Fluminenses", designava na época o natural ou habitante da cidade do Rio de Janeiro, hoje chamado de "carioca".

## Conteúdo das crônicas
Machado começa a primeira carta apresentando "seu autorretrato, desenhado em traços largos e jocosos":

Se a velhice quer dizer cabelos brancos, se a mocidade quer dizer ilusões fracas, não sou moço nem velho. Realizo literalmente a expressão francesa: Un homme entre deux âges. Estou tão longe da infância como da decrepitude; não anseio pelo futuro, mas também não choro pelo passado. Nisto sou exceção dos outros homens que, de ordinário, diz um romancista, passam a primeira metade da vida a desejar a segunda, e a segunda a ter saudades da primeira.
Depois de declarar suas convicções monarquistas ("[...] gosto do imperador. Tem as duas qualidades essenciais ao chefe de uma nação: é esclarecido e honesto. Ama o seu país e acha que ele merece todos os sacrifícios.") e aversão ao Republicanismo ("[...] peço aos deuses [...] que afastem do Brasil o sistema republicano, porque esse dia seria o do nascimento da mais insolente aristocracia que o sol jamais iluminou.)", exprime o desejo de que o povo (a "opinião pública" a que se dirige) faça boas escolhas nas eleições legislativas do dia seguinte:

Eu creio que há em todo o império uma soma de políticos capaz de formar cinco ou seis câmaras. É que não há outra classe mais numerosa no Brasil. Divide-se essa classe em diversas secções: políticos por vocação, políticos por interesse, políticos por desfastio, políticos por não terem nada que fazer. Imagino daqui o imenso trabalho que há de ter V. Excia. [o autor se dirige à opinião pública] em escolher os bons e úteis dentre tantos. E esse é o meu desejo, essa é a necessidade do país. Mande-nos V. Excia. uma câmara inteligente, generosa, honesta, sinceramente dedicada aos interesses públicos, uma câmara que ponha de parte as subtilezas e os sofismas, e entre de frente nas magnas questões do dia, que são as grandes necessidades do futuro, de que depende a grandeza, ia quase dizer a existência do corpo social.
Segundo o deputado Marcelo Almeida, "Essa crônica foi escrita há mais de 140 anos e seu conteúdo permanece tão atual! A análise do caráter do homem público feita por Machado parece ter saído das páginas dos jornais da atualidade."
"A crônica 'À opinião pública' é um chamamento aos seus leitores do século XIX e aos da atualidade a refletirem sobre quem é a opinião pública, o que é dito em nome dela, quem a apresenta e a constrói para a população.
A segunda carta dirige-se às mulheres que convidam "os passantes para a mercancia do amor", ou seja, as prostitutas, rainhas "por graça do diabo e unânime aclamação da vaidade humana". Designa-as de Hetairas, termo grego para as prostitutas refinadas da Grécia Antiga. Com essa carta, despediu-se do Diário do Rio de Janeiro.